# Krusfrö
Krusfrö (Selinum carvifolia) är en växtart i familjen flockblommiga växter.
Arten är en perenn ört som förekommer i stort sett i hela Europa.

## Synonymer
Ett annat svenskt namn är krussilja.